# Суккозерка
Суккозерка — река в России, протекает по Муезерскому району Карелии. Исток — Суккозеро, в которое впадает река Сулос, несущая воды озёр Сулосъярви, Чангас и Таразма. Впадает в озеро Торос — исток Торосозерки. Длина реки составляет 8,6 км, площадь водосборного бассейна — 369 км².
В 5 км северо-восточнее истока реки находится посёлок Суккозеро.

## Данные водного реестра
По данным государственного водного реестра России относится к Балтийскому бассейновому округу, водохозяйственный участок реки — Свирь (включая реки бассейна Онежского озера), речной подбассейн реки — Свирь (включая реки бассейна Онежского озера). Относится к речному бассейну реки Нева (включая бассейны рек Онежского и Ладожского озера).
Код объекта в государственном водном реестре — 01040100212102000015000.